# Squatinella pseudorostrum
Squatinella pseudorostrum är en hjuldjursart som beskrevs av Aleksandr Prokofyevich Markevich 1990. Squatinella pseudorostrum ingår i släktet Squatinella och familjen Lepadellidae. Inga underarter finns listade i Catalogue of Life.